# سید طاهر
سید طاهر مرادی در همدان

## جمعیت
این روستا در دهستان الهایی قرار دارد و براساس سرشماری مرکز آمار ایران در سال ۱۳۹۵، جمعیت آن ۱۳۱ نفر (۳۸خانوار) بوده‌است.